# بیراهیم سار
بیراهیم سار (انگلیسی: Birahim Sarr؛ زادهٔ ۲۷ ژوئیهٔ ۱۹۹۱) بازیکن فوتبال اهل فرانسه است.